# Lin de Léo
Linum leonii
Espèce
Le Lin de Léo (Linum leonii) est une espèce de plantes à fleurs de la famille des Linacées présente en France et en Allemagne.